# Ida Widawati
Ida Widawati (Garut, 7 januari 1956) is een van de bekendste Tembang Sunda-zangeressen van Indonesië.
Ze is geboren in het kleine plaatsje Garut in West-Java.
Van kleins af aan werd Ida door haar ouders gestimuleerd om Tembang Sunda te leren. Toen ze vijf jaar oud was, leerde ze onder Ibu Sumekar, een familielid van haar vader. Later verhuisde ze naar Bandung om aan de Universitas Padjadjaran te studeren. Daar zette ze haar studie van de muziek voort onder invloedrijke Tembang Sunda-musici zoals Maman Rukman, Uking Sukri, Mang Engkos en Mang Eutik. Ze won in 1972 de eerste prijs op het prestigieuze Damas-concours. Tegenwoordig maakt zij regelmatig deel uit van de jury.
Ida Widawati begon met het opnemen van haar muziek in 1973 op Compact cassette. Er zijn zo'n 20 cassettes uitgegeven. Ze is vooral bekend geworden als zangeres en leider van het ensemble Lingkung Seni Malati ("De Jasmijnbloem Kunstgroep"). Hun eerste buitenlandse optreden vond plaats in 1974, op uitnodiging van het Koninklijk Instituut voor de Tropen (KIT) in Amsterdam. Naast optredens in Nederland trad de groep onder andere ook op in Frankrijk, Duitsland, België, Zwitserland, Noorwegen en Zweden.
Ida's doorbraak kwam in 1994, toen ze een live-cd opnam in Frankrijk. Een van hun bekendste cd's is Udan Mas uit 1998.
- Bibsys: 1090562
- Bibliothèque nationale de France: cb139772553 (data)
- Gemeinsame Normdatei: 135079373
- International Standard Name Identifier: 0000 0000 5519 4042
- Library of Congress Control Number: nr94037488
- MusicBrainz: 6a9f8bdb-2e61-4277-8d52-c137900f01af
- Système universitaire de documentation: 078689066
- Virtual International Authority File: 71586189
- WorldCat: E39PBJkhPTDgbQfX7xMv6drDv3